# يكاوية الثالثة (عنافجة)
يكاوية الثالثة (بالفارسية: یکاویه سه) هي قرية وتقع في إيران في قسم عنافجة الريفي. يقدر عدد سكانها بـ 283 نسمة بحسب إحصاء 2016.